# Emma Coudert
Pour les articles homonymes, voir Coudert.
Pas d'image ? Cliquez ici

a Compétitions nationales et continentales officielles uniquement.

b Matchs officiels uniquement.
Dernière mise à jour le 1 mai 2025.
Emma Coudert, née le 26 octobre 1999 à Ussel (France), est une joueuse internationale française de rugby à XV évoluant au poste de demi d'ouverture. Elle joue au Montpellier RC.

## Biographie
Emma Coudert naît le 26 octobre 1999 à Ussel, dans le département français de la Corrèze. Son père et son frère sont des joueurs de rugby à XV. Elle commence la pratique du rugby à huit ans. Elle arrête deux ans plus tard, sa mère craignant qu'elle ne se fasse mal en jouant avec les garçons. Elle se tourne vers d'autres sports. À quatorze ans, elle revient au rugby, à l'Union sportive neuvicoise, où elle reste jusqu'à seize ans. Elle intègre alors le pôle espoirs féminin du lycée Murat d'Issoire, et signe en même temps à l'ASM Romagnat, où elle joue arrière ou demi d'ouverture. Après le lycée, elle effectue une licence STAPS, mention activité physique adapté santé, à l'université Clermont-Auvergne.
En début de saison 2017-2018, grâce à une dérogation de la Fédération française de rugby, elle joue les quatre premiers matchs de Top 8 avec l'ASM Romagnat sans avoir l'âge requis — le règlement interdit aux clubs d'aligner des joueuses mineures —, ce qui crée une polémique,. Elle fait ses débuts en équipe de France peu après, lors de la tournée d'automne 2017. Le 11 novembre, elle est titulaire à l'ouverture face à l'Espagne. Elle réussit huit transformations. Le 19 novembre, elle est remplaçante à l'arrière face à l'Italie. Elle réussit trois transformations.
En début d'année 2018, elle joue remplaçante à l'ouverture dans le premier match du Tournoi des Six Nations, contre l'Irlande (victoire française, 24-0). Remplaçante à l'ouverture dans le deuxième match contre l'Écosse (victoire française, 3-26), elle fait une très bonne entrée : elle fixe et crée l'espace pour Caroline Boujard, qui marque le troisième essai à la 71e minute. Par la suite, elle est laissée à disposition de l'équipe de France des moins de 20 ans, ses coéquipières du XV de France senior réalisant le Grand Chelem. 
En novembre 2018, elle est une des 24 premières joueuses françaises de rugby à XV qui signent un contrat fédéral à mi-temps. Elle joue également au rugby à sept. Avec le groupe « France 7 développement », elle remporte le Challenge Trophy du tournoi de Dubaï, le 30 novembre.
Le 23 février 2019, elle est titulaire à l'ouverture dans le XV de France pour affronter l'Écosse, dans le troisième match du Tournoi des Six Nations, (victoire française, 41-10). Elle délivre un coup de pied par-dessus qui permet à Gabrielle Vernier de marquer le troisième essai français à la 34e minute ; puis un coup de pied rasant derrière la défense qui permet à la même Vernier d'inscrire le cinquième essai à la 53e.
En août 2019, son contrat fédéral est prolongé pour la saison 2019-2020.
Au mois de juin 2021, elle est sacrée championne de France avec son club après une finale remportée 13 à 8 contre Blagnac Rugby, dans un match où elle est titulaire à l'ouverture.
L'année suivante, les Romagnatoises sont battues dès les demi-finales, 15 à 8 par les Blagnacoises, et ne peuvent pas défendre leur titre.
À partir de la saison 2022-2023, elle rejoint le Montpellier RC afin de terminer son cursus universitaire pendant deux ans. En novembre 2022, elle participe au Championnat du monde militaire avec l'équipe de France. Les Françaises s'imposent 9 à 7 contre les Néo-Zélandaises, à la suite d'une ultime pénalité d'Emma Coudert, et sont sacrées championnes du monde.

## Palmarès

### En club
- Vainqueur du Championnat de France en 2021 avec l'ASM Romagnat.

### En équipe nationale
- Vainqueur du Tournoi des Six Nations en 2018 (Grand Chelem) avec l'équipe de France.
- Vainqueur du Championnat du monde militaire en 2022 avec l'équipe de France militaire.